# Літківська волость
Літківська волость — історична адміністративно-територіальна одиниця Остерського повіту Чернігівської губернії з центром у містечку Літки.

## Історія
Існувала як мінімум до 1854 року.

## Склад
Містечка Літки, Бровари, Семиполки. Села Бобрик, Рудня, Калита, Красилівка, «деревня» Літочки та ряд інших населених пунктів.